# Quem É o Pai da Criança?
Quem É o Pai da Criança? é um filme brasileiro de 1976, com direção de Ody Fraga.

## Elenco[1]
- Zaira Bueno
- Sofia Burk
- Henrique César
- Leila Cravo	... 	Cristina
- Geraldo Decourt
- Celso Faria
- Edda Medina
- Helena Ramos
- Marilena Ribeiro
- Fausto Rocha
- Miriam Rodrigues
- Vito Salier
- Gilka Tangarelli